# Nedersorbisch
Het Nedersorbisch (dolnoserbšćina) is de noordelijke versie van de in Duitse deelstaat Brandenburg gesproken Sorbische taal. Ongeveer 20.000 mensen kunnen de taal tegenwoordig nog verstaan, en er zijn nog hoogstens 5.000 moedertaalsprekers, wat minder is dan van het Oppersorbisch.
De grammatica van het Nedersorbisch is net als die van het Oppersorbisch synthetisch en conservatief. Veel Oud-slavische en zelfs Proto-indo-europese kenmerken zijn bewaard gebleven, zoals het uitgebreide naamvallensysteem en de dualis.
| a | b | c | č | ć | d | e | ě | f | g | h | ch | i | j | k | ł | l | m | n | ń | o | p | r | ŕ | s | š | ś | t | u | w | y | z | ž | ź |
| A | B | C | Č | - | D | E | - | F | G | H | Ch | I | J | K | Ł | L | M | N | - | O | P | R | - | S | Š | Ś | T | U | W | Y | Z | Ž | Ź |